# Vincenzo Bellini
Vincenzo Bellini (født 3. november 1801, død 23. september 1835) var en italiensk
operakomponist født på Sicilien. Han skrev 10 operaer, heraf Søvngængersken (1831), Norma (1831; heri arien "Casta diva") og Puritanerne.
Bellini skrev også en obokoncertino, en håndfuld solosange og korværker til kirkebrug. Herudover skrev han symfonier og kammermusik. Han var elev af Zingarelli, men lærte formodenligt mest ved selvstudium af Haydn, Mozart og Pergolesi. Han slog igennem i 1827 med sin første opera Il Pirata og vandt verdensry med I Capuleti ed i Montecchi "Romeo og Julie", 1831).
Operahuset Teatro Massimo Bellini, der ligger i Catania, er opkaldt efter komponisten.

## Operaer
- Adelson e Salvini (12. februar 1825 Teatro del Conservatorio di San Sebastiano, Napoli)
- Bianca e Gernando (30. maj 1826 Teatro San Carlo, Napoli)
  - (2) Bianca e Fernando (7. april 1828 Teatro Carlo Felice, Genova). Denne opera blev først fremført i Napoli under navnet Bianca e Gernando i Napoli på grund af et navnesammenfald med prins Ferdinando af Napoli
- Il pirata (27. oktober 1827 Teatro alla Scala, Milano)
- La straniera (14. februar 1829 Teatro alla Scala, Milano)
- Zaira (16. maj 1829 Teatro Ducale, Parma)
- I Capuleti e i Montecchi (11. marts 1830 Teatro La Fenice, Venezia)
- La Sonnambula (6. marts 1831 Teatro Carcano, Milano)
- Norma (26. december 1831 Teatro alla Scala, Milano)
- Beatrice di Tenda (16. marts 1833 Teatro La Fenice, Venezia)
- I Puritani (24. januar 1835 Théâtre Italien, Paris)